# L'Ordonnance (film 1921)
L'Ordonnance è un film muto del 1921 diretto da Viktor Tourjansky. La sceneggiatura si basa su L'attendente, racconto di Guy de Maupassant pubblicato nel 1887 su Gil Blas e inserito in seguito, nel 1889, nella raccolta La mano sinistra. Il regista avrebbe poi diretto un altro adattamento del racconto con un nuovo L'Ordonnance, film del 1933 che aveva come interpreti Fernandel, Jean Worms e Marcelle Chantal.

## Produzione
Il film fu prodotto dalla Ermolieff Films.

## Distribuzione
Distribuito in Francia, il film uscì nelle sale il 18 febbraio 1921.